# CART sezona 1981
CART sezona 1981 je bila tretja sezona serije CART, ki je potekala med 22. marcem in 21. oktobrom 1981.

## Dirkači in moštva
| Moštvo                                                          | Šasija           | Motor          | Gume | Št    | Dirkač                                           |
| --------------------------------------------------------------- | ---------------- | -------------- | ---- | ----- | ------------------------------------------------ |
| Chaparral Cars Inc.                                             | Chaparral        | Cosworth       | G    | 1     | Johnny Rutherford                                |
| Sugaripe Prune Bignotti-Cotter                                  | Phoenix March    | Cosworth       | G    | 2     | Tom Sneva                                        |
| Sugaripe Prune Bignotti-Cotter                                  | Phoenix March    | Cosworth       | G    | 21    | Salt Walther                                     |
| Team Penske                                                     | Penske           | Cosworth       | G    | 3     | Bobby Unser                                      |
| Team Penske                                                     | Penske           | Cosworth       | G    | 6     | Rick Mears                                       |
| Team Penske                                                     | Penske           | Cosworth       | G    | 7     | Bill Alsup                                       |
| Alex Foods                                                      | Penske Lightning | Cosworth       | G    | 5     | Pancho Carter                                    |
| Alex Foods                                                      | Penske Lightning | Cosworth       | G    | 75    | Steve Chassey                                    |
| Longhorn Racing                                                 | Longhorn         | Cosworth       | G    | 8     | Al Unser                                         |
| Rhoades Racing Intermedics                                      | Wildcat          | Cosworth       | G    | 12    | Dennis Firestone Gary Bettenhausen Gordon Smiley |
| Gilmore Racing                                                  | Coyote           | Cosworth       | G    | 14    | A.J. Foyt                                        |
| Zamboni Electric                                                | McLaren          | Chevrolet      | G    | 15    | Bill Tempero                                     |
| Bettenhausen Racing Provimi Veal                                | McLaren          | Cosworth       | G    | 16    | Tony Bettenhausen, Jr.                           |
| Leader Card                                                     | Watson Vollstedt | Cosworth Offy  | G    | 17    | Jerry Sneva                                      |
| Leader Card                                                     | Watson Vollstedt | Cosworth Offy  | G    | 22    | Dick Simon Spike Gehlhausen                      |
| Patrick Racing                                                  | Wildcat          | Cosworth       | G    | 20    | Gordon Johncock                                  |
| Patrick Racing                                                  | Wildcat          | Cosworth       | G    | 40    | Mario Andretti Steve Krisiloff                   |
| Space Racing                                                    | Eagle            | Cosworth       | G    | 21/49 | Chip Mead                                        |
| Brayton Racing                                                  | Penske           | Cosworth       | G    | 21    | Mike Mosley                                      |
| Brayton Racing                                                  | Penske           | Cosworth       | G    | 37    | Scott Brayton                                    |
| McElreath Racing                                                | Eagle            | Offy           | G    | 23    | Jim McElreath                                    |
| Luxury Racers                                                   | King             | Chevrolet      | G    | 24    | Wally Pankratz                                   |
| Buick Racing                                                    | Eagle            | Chevrolet      | G    | 26/86 | Jim Buick                                        |
| Menard Racing                                                   | Lightning        | Chevrolet      | G    | 28    | Herm Johnson                                     |
| Beaudoin Racing                                                 | McLaren          | Cosworth       | G    | 29    | Billy Engelhart                                  |
| Machinists Union                                                | Penske           | Cosworth       | G    | 31    | Larry Dickson                                    |
| O´Connell Racing                                                | Phoenix          | Cosworth       | G    | 32    | Kevin Cogan                                      |
| Thomas W. Barrett III Privatnik                                 | McLaren March    | Cosworth       | G    | 33    | Vern Schuppan                                    |
| Wysard Motor Co.                                                | Eagle            | Cosworth       | G    | 34    | Hurley Haywood Johnny Parsons                    |
| Fletcher Racing                                                 | Penske March     | Cosworth       | G    | 35    | Bob Lazier                                       |
| Tonco Trailer                                                   | McLaren Karl     | Chevrolet      | G    | 38    | Jerry Karl                                       |
| Alsup Racing                                                    | Penske           | Cosworth       | G    | 41    | Bill Alsup                                       |
| Crossroads Inn                                                  | Eagle            | Offy           | G    | 42/71 | Bob Frey                                         |
| Steve Vukovich Racing Rattlesnake Racing                        | Watson           | Offy           | G    | 42    | Bill Vukovich II                                 |
| Armstrong Mould                                                 | Lola Armstrong   | Cosworth       | G    | 43    | Greg Leffler                                     |
| Armstrong Mould                                                 | Lola Armstrong   | Cosworth       | G    | 45    | Harry MacDonald                                  |
| CHC-Intersec                                                    | McLaren          | Chevrolet      | G    | 47    | Phil Caliva                                      |
| All American Racers                                             | Eagle            | Chevrolet      | G    | 48    | Mike Mosley Geoff Brabham Rocky Moran            |
| Kraco Racing                                                    | Penske Wildcat   | Cosworth Offy  | G    | 54    | Geoff Brabham                                    |
| Kraco Racing                                                    | Penske Wildcat   | Cosworth Offy  | G    | 95    | Herm Johnson                                     |
| Kraco Racing                                                    | Penske Wildcat   | Cosworth Offy  | G    | 95/99 | Larry Cannon                                     |
| Kraco Racing                                                    | Penske Wildcat   | Cosworth Offy  | G    | 96    | Tom Frantz                                       |
| Kraco Racing                                                    | Penske Wildcat   | Cosworth Offy  | G    | 96/99 | Dick Ferguson                                    |
| Kraco Racing                                                    | Penske Wildcat   | Cosworth Offy  | G    | 99    | John Cannon                                      |
| Garza Racing                                                    | Penske           | Cosworth       | G    | 54/55 | Josele Garza                                     |
| Genesee Beer Wagon                                              | Penske           | Chevrolet      | G    | 56    | Tom Bigelow                                      |
| Global Heat Exchanger Metro Racing Systems Nyloncraft Founder´s | McLaren          | Offy           | G    | 57    | Cliff Hucul                                      |
| Spirit of Idaho                                                 | Riley            | Chevrolet      | G    | 63    | Ken Hamilton                                     |
| Jet Engineering                                                 | Eagle            | Chevrolet      | G    | 64    | Steve Chassey                                    |
| Seymour Enterprises McCray Plastering                           | Wildcat          | Chevrolet      | G    | 66    | Roger Rager Orio Trice                           |
| Hamilton Racing Mergard Racing                                  | McLaren          | Chevrolet      | G    | 67    | Phil Threshie Teddy Pilette                      |
| Warner Hodgdon                                                  | Penske           | Cosworth       | G    | 72/74 | Michael Chandler                                 |
| Davis Racing                                                    | Wildcat          | Offy           | G    | 77    | Ross Davis                                       |
| Joe Hunt Magneto                                                | Eagle            | Chevrolet      | G    | 89    | Phil Krueger                                     |
| Duke Racing                                                     | Penske           | Offy Chevrolet | G    | 92    | John Mahler                                      |
| Grupo-Acypsa                                                    | Penske           | Offy           | G    | 93    | Michel Jourdain                                  |
| Whittington Brothers Racing                                     | March            | Cosworth       | G    | 94    | Bill Whittington                                 |
| Vetrock Racing                                                  | Eagle            | Chevrolet      | G    | -     | Dean Vetrock                                     |
| Ohio Racing Associates                                          | Longhorn         | Cosworth       | G    | -     | Steve Krisiloff                                  |

## Rezultati

### Velike nagrade
| Št | Ime                     | Pole poz.         | Zmagovalec        | Zmag. moštvo        | Poročilo |
| -- | ----------------------- | ----------------- | ----------------- | ------------------- | -------- |
| 1  | Kraco Car Stereo 200    | Bobby Unser       | Johnny Rutherford | Chaparral           | Poročilo |
| 2  | Gould-Rex Mays 150      | Gordon Johncock   | Mike Mosley       | All American Racers | Poročilo |
| 3  | Kraco Twin 125 (R1)     | Johnny Rutherford | Rick Mears        | Penske Racing       | Poročilo |
| 4  | Kraco Twin 125 (R2)     | ?                 | Rick Mears        | Penske Racing       | Poročilo |
| 5  | Norton Michigan 500     | Tom Sneva         | Pancho Carter     | Alex Foods          | Poročilo |
| 6  | Los Angeles Times 500   | Geoff Brabham     | Rick Mears        | Penske Racing       | Poročilo |
| 7  | Tony Bettenhausen 200   | Johnny Rutherford | Tom Sneva         | Bignotti-Cotter     | Poročilo |
| 8  | Detroit News Grand Prix | Rick Mears        | Rick Mears        | Penske Racing       | Poročilo |
| 9  | Watkins Glen 200        | Mario Andretti    | Rick Mears        | Penske Racing       | Poročilo |
| 10 | II Copa Mexico 150      | Bobby Unser       | Rick Mears        | Penske Racing       | Poročilo |
| 11 | Miller High Life 150    | Bobby Unser       | Tom Sneva         | Bignotti-Cotter     | Poročilo |